# عزلة الاقحوز (الحديدة)

تعديل مصدري - تعديل

عزلة الاقحوز هي إحدى عزل مديرية جبل راس في محافظة الحديدة اليمنية ويبلغ تعداد سكانها 1752 نسمة حسب التعداد السكاني في اليمن لعام 2004.